# Deportivo Malacateco
O Deportivo Malacateco, também conhecido como Malacateco, é um clube de futebol da Guatemala, sediado na cidade de Malacatán.

## História
Fundado em 8 de setembro de 1962, resultado da fusão entre três clubes (Morazán, Interrogación e Juvenil). Dois anos depois, subiu para a Segunda Divisão (que, apesar do nome, é o terceiro escalão do futebol guatemalteco).
Em junho de 2004, subiu para a Primeira Divisão nacional, e três anos depois ganhou o Torneio Clausura - foi o primeiro time a vencer os torneios Apertura e Clausura da Segunda Divisão. Em 2008, caiu novamente para a divisão de acesso, regressando à elite em 2010, onde permanece até hoje.

### Caso Carlos Mercedes Vásquez
Em novembro de 2010, o Malacateco virou notícia por conta da morte do meio-campista Carlos Mercedes Vásquez. Ele tinha sido sequestrado enquanto saía do hotel onde a sua equipe estava concentrada. Após ser assassinado, seu corpo foi decapitado e dividido em cinco sacos plásticos. Junto aos restos mortais de Vásquez, abandonados em uma ponte, um bilhete onde estava escrito: "por meterse con la mujer de otro" (em português, "por se envolver com a mulher dos outros").

## Uniforme
- Uniforme titular: Camisa vermelha com detalhes pretos, calção vermelho e meias vermelhas;
- Uniforme reserva: Camisa azul-escuro, calção azul-escuro e meias azul-escuro.

## Títulos
- Primera División de Ascenso: 3 vezes (2006 - Clausura, 2007 - Apertura, 2009 - Apertura).